# Paragem de Pisão
Nota: Não confundir com o antigo Apeadeiro de Pisão, na Linha do Minho.
A Paragem de Pisão foi uma interface da Linha do Porto à Póvoa e Famalicão, situada no Município de Póvoa de Varzim, em Portugal.

## História
Este apeadeiro encontrava-se no troço entre as Estações de Póvoa de Varzim e Fontainhas, que entrou ao serviço em 7 de Agosto de 1878.